# Jeanne Duvall
Ne doit pas être confondu avec Jeanne Duval.
Jeanne Duvall (née le 7 décembre 1959) est une joueuse de tennis américaine, professionnelle de 1978 à 1981.
En 1979, elle atteint les huitièmes de finale de l'US Open.
Elle a aussi atteint les quarts de finale à Hilton Head et Indianapolis en 1978, Seattle en 1979 et Amelia Island en 1980.

## Palmarès

### Titre en simple dames
| No | Date       | Nom et lieu du tournoi                        | Catégorie | Dotation | Surface      | Finaliste           | Score         |          |
| -- | ---------- | --------------------------------------------- | --------- | -------- | ------------ | ------------------- | ------------- | -------- |
| 1  | 10-03-1980 | Avon Futures of Southwest Florida, Fort Myers | Futures   | 25 000 $ | Terre (ext.) | Felicia Raschiatore | 6-4, 3-6, 6-3 | Parcours |

### Finale en simple dames
Aucune

### Titre en double dames
Aucun

### Finale en double dames
Aucune

## Parcours en Grand Chelem

### En simple dames
| Année | Open d'Australie | Open d'Australie | Internationaux de France | Internationaux de France | Wimbledon       | Wimbledon    | US Open        | US Open       | Open d'Australie | Open d'Australie |
| ----- | ---------------- | ---------------- | ------------------------ | ------------------------ | --------------- | ------------ | -------------- | ------------- | ---------------- | ---------------- |
| 1978  | n.o.             | n.o.             | —                        | —                        | 2e tour (1/32)  | B. Hallquist | 2e tour (1/32) | S. Margolin   | —                | —                |
| 1979  | n.o.             | n.o.             | 3e tour (1/16)           | W. Turnbull              | 1er tour (1/64) | Betty Stove  | 1/8 de finale  | E. Goolagong  | —                | —                |
| 1980  | n.o.             | n.o.             | 3e tour (1/16)           | D. Fromholtz             | 1er tour (1/64) | Anne Smith   | 2e tour (1/32) | Andrea Jaeger | —                | —                |
| 1981  | n.o.             | n.o.             | 2e tour (1/32)           | Kathy Rinaldi            | —               | —            | 2e tour (1/32) | Pam Shriver   | —                | —                |

N.B. : à droite du résultat se trouve le nom de l'ultime adversaire.

### En double dames
| Année | Open d'Australie | Open d'Australie | Internationaux de France | Internationaux de France | Wimbledon                 | Wimbledon             | US Open                    | US Open                  | Open d'Australie | Open d'Australie |
| ----- | ---------------- | ---------------- | ------------------------ | ------------------------ | ------------------------- | --------------------- | -------------------------- | ------------------------ | ---------------- | ---------------- |
| 1978  | n.o.             | n.o.             | —                        | —                        | —                         | —                     | 2e tour (1/16) S. Collins  | M. Blackwood J. Fayter   | —                | —                |
| 1979  | n.o.             | n.o.             | —                        | —                        | 1er tour (1/32) C. Meyer  | K. Sands A. Whitmore  | 2e tour (1/16) S. Collins  | B. Cuypers Y. Vermaak    | —                | —                |
| 1980  | n.o.             | n.o.             | 1/8 de finale Y. Vermaak | C. Evert W. Turnbull     | 2e tour (1/16) Y. Vermaak | D. Freeman Sue Saliba | 1er tour (1/32) S. Collins | T. Harford S. Walsh      | —                | —                |
| 1981  | n.o.             | n.o.             | —                        | —                        | —                         | —                     | 1er tour (1/32) J. Filkoff | Sherry Acker Paula Smith | —                | —                |

N.B. : le nom du ou de la partenaire se trouve sous le résultat ; le nom des ultimes adversaires se trouve à droite.